# 郭迎光
郭迎光（1958年5月—），男，汉族，山西陵川人，中华人民共和国政治人物。研究生学历，哲学硕士学位，中华人民共和国政治人物。

## 生平
1975年10月参加工作，早年在河南省武陟县王伊村当知青。1982年5月加入中国共产党。1982年7月毕业于郑州大学哲学系，后来供职于中共河南省委政研室政治理论处和工业处。1993年1月，任河南省委政策研究室综合处处长。
1998年12月，担任中共平顶山市委常委、秘书长。2001年3月升任河南省委副秘书长。2006年2月，兼任河南省委政策研究室主任。
2008年3月，担任中共鹤壁市委书记。2011年9月，升任山西省人民政府副省长。2018年1月，任山西省人大常委会副主任。2018年2月24日，当选为第十三届全国人大代表。2022年1月，辞去省人大常委会副主任职务。